# Трјанголо ди Кавернаго (Бергамо)
Трјанголо ди Кавернаго је насеље у Италији у округу Бергамо, региону Ломбардија.
Према процени из 2011. у насељу је живело 1 становника. Насеље се налази на надморској висини од 187 м.